# Schlacht bei Custozza (1866)
Custozza – Lissa – Bezzecca
Im Dritten Italienischen Unabhängigkeitskrieg kam es am 24. Juni 1866 zur zweiten Schlacht bei Custozza zwischen Italien und dem Kaisertum Österreich. Italiens Heer verlor zwar diese Schlacht, konnte aber infolge eines Geheimabkommens mit Preußen nach der Niederlage Österreichs im Deutschen Krieg trotzdem die begehrte Provinz Venetien in sein Territorium eingliedern.

## Zur Vorgeschichte
Das 1861 neu vereinigte Königreich Italien hatte nach der Schlacht von Solferino und dem Waffenstillstand von Villafranca von 1859 die Lombardei gewonnen, zudem wollte es auch das bei Österreich verbliebene Venetien und das Trentino annektieren. Der preußische Ministerpräsident Bismarck versuchte, Österreich aus dem Deutschen Bund zu drängen. Er konnte das mit dem Kaiserreich Frankreich freundschaftlich verbundene Italien für seine Pläne gewinnen. Ein auf Druck Frankreichs unterbreitetes Angebot Österreichs, Venetien freiwillig abzutreten, kam zu spät: am 8. April 1866 hatten Bismarck und der italienische General Govone bereits ein auf drei Monate befristetes geheimes Angriffsbündnis gegen Österreich geschlossen. Italien mobilisierte und erklärte Österreich am 20. Juni 1866 den Krieg.

## Der Aufmarsch

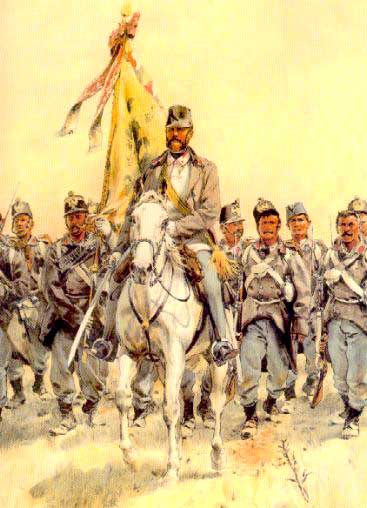
Erzherzog Albrecht führt seine Truppen an

Schon am 21. Juni begann die italienische Armee bei Molina di Volta nahe von Pozzolo ungehindert eine Brücke über den Mincio zu schlagen. Am 22. Juni um 22 Uhr abends überschritten die Italiener den Fluss bei Goito, Pozzolo, Valeggio und Monzambano. Die Operationsbasis der österreichischen Südarmee war das überaus starke Festungsviereck Peschiera – Verona – Legnago – Mantua, unter dessen Schutz man den Anmarsch des weit überlegenen Gegners erwartete. Die einzige Hoffnung lag für den österreichischen Oberbefehlshaber Erzherzog Albrecht von Österreich-Teschen in der Trennung der feindlichen Streitkräfte. 
Am 23. Juni wurde das österreichische Hauptquartier nach San Massimo (westlich von Verona) verlegt, der Generalstab beschloss das Hügelland zwischen Sommacampagna und Sandrá zu besetzen. Die österreichische Front war nach Süden – also gegen die rechte Flanke der im Anmarsch gesichteten Italiener gerichtet, welche mit dem rechten Flügel ohne Vorsichtsmaßnahmen auf Villafranca vorgingen. Der Plan des kaiserlichen Generalstabschefs Franz von John sah vor, den auf 50 Kilometer Breite an drei Stellen vollzogenen Mincioübergang des Feindes auszunutzen, dessen dadurch aufgeteilte Truppenmasse durch seinen verstärkten rechten Flügel anzugreifen, und dadurch auch das feindliche Vordringen auf Verona aufzuhalten. 
Bei Custozza kam es am 24. Juni 1866 zu einem unvermittelten Aufeinandertreffen der beiden Heere. Den linken Flügel der Österreicher, der etwa drei Kilometer westlich Verona stand, bildete das IX. Korps, an dieses schloss die österreichische Kavallerie-Reserve (General Ludwig Freiherr von Pulz) auf. Das IX. Korps (FML Ernst von Hartung) sollte Sommacampagna, von dessen Besitz die Ausführbarkeit des eigenen Angriffs abhing, eisern festhalten. Das VII. Korps (FML Maroicic) sollte mit 25.000 Mann hinter dem Zentrum vorerst als Armee-Reserve bei Sona und Casazze Stellung nehmen und später bei Custozza eingreifen. Den nördlichen rechten Flügel bildete das V. Korps (Rodich), die Festung Peschiera am Gardasee deckte dabei den Aufmarsch der Reserve-Division des Generals Friedrich Rupprecht.
Bei den Italienern lag der rechte Flügel – mit dem 3. Corps zwischen Villafranca und Sommacampagna, der linke Flügel – das 1. Corps rückte auf den Höhen von Sommacampagna bis San Giustina vor. Die Spitze der nördlich davon vorgehenden italienischen Kolonnen bildete das 1. Corps (General Giovanni Durando) mit den Divisionen der Generale Sirtori (5.), Cerale (1.) Pianell (2.) und Brignone (3.). Dieser Großverband marschierte zwischen Monzambano und Custozza als linker Flügel auf, dabei sicherte die Division Pianell am westlichen Mincio-Ufer gegen Angriffe aus Peschiera. Die über Valeggio und Pozzolo nachfolgenden Verbände – das 3. Corps (General Morozzo della Rocca) mit der 16. Division des Kronprinzen Humbert, den Divisionen Bixio (7.), Cugia (8.) und Govone (9.) schlossen zügig gegen die Linie Custozza – Villafranca auf und bildeten den rechten Flügel.
Die italienische Kavallerie-Division des Generalleutnant Sonnaz war bereits über Mozzecane auf Villafranca vorgeschoben. Das 2. Korps unter General Cucchiari folgte als Nachhut mit weiteren 36.000 Mann auf größerer Distanz und wurde vorerst bei Goito auf dem rechten Mincio-Ufer als Reserve zurückgehalten. Die 6. Division (Longoni) und die 4. Division (Angioletti) des 2. Corps waren auf dem rechten Mincio-Ufer im Marsch auf Goito, gelangten jedoch diesen Tag nicht über Roverbella hinaus, zwei weitere (10. und 19. Division) beobachteten die Festung Mantua und den Platz Borgoforte.

## Truppenstärken
Auf Seite der Italiener unter General Alfonso La Marmora standen anfangs für die Schlacht neun Divisionen mit 83.969 Mann und 246 Geschützen zur Verfügung. Die Überlegenheit der Italiener gegenüber den kaiserlichen Truppen betrug etwa ein Fünftel an Truppenzahl und wäre noch größer gewesen, wenn La Marmora nicht Dispositionen getroffen hätte, welche seine gesamte Heeresmacht (17 Divisionen mit 174.000 Mann) unnötig zersplitterten. Am Po stand noch das starke 4. Korps (fünf weitere Divisionen) unter General Enrico Cialdini und war ebenfalls im Vorgehen zur Etsch, gegen Südtirol operierte ein weiteres separates Corps unter Giuseppe Garibaldi.
Die sich zwischen Etsch und Mincio bildende Front der österreichischen Südarmee unter Erzherzog Albrecht zählte 147 Bataillone, 36 Eskadronen und 33 Batterien, zusammen 138.000 Mann. Nach Abrechnung der Festungsbesatzungen, nach Detachierung einer Brigade nach Padua und nach Abzug des Schutzkorps für Tirol unter Generalmajor Freiherr von Kuhn (13.000 Mann) blieben nur etwa 74.000 Mann, davon 70.860 Mann, 2.936 Reiter und 168 Kanonen für die operierende Hauptarmee übrig.

## Die Schlacht

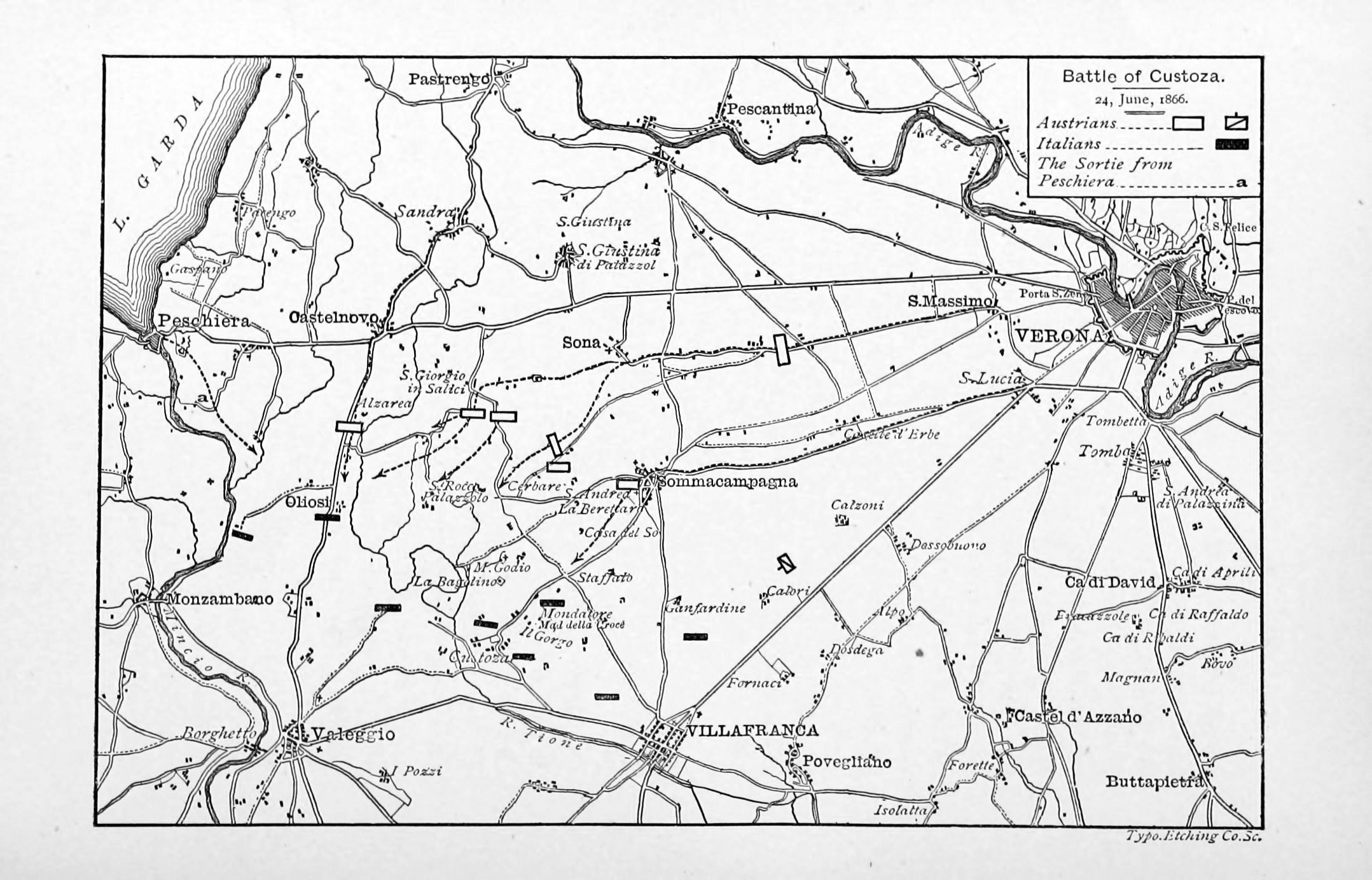
Karte der Schlacht bei Custozza

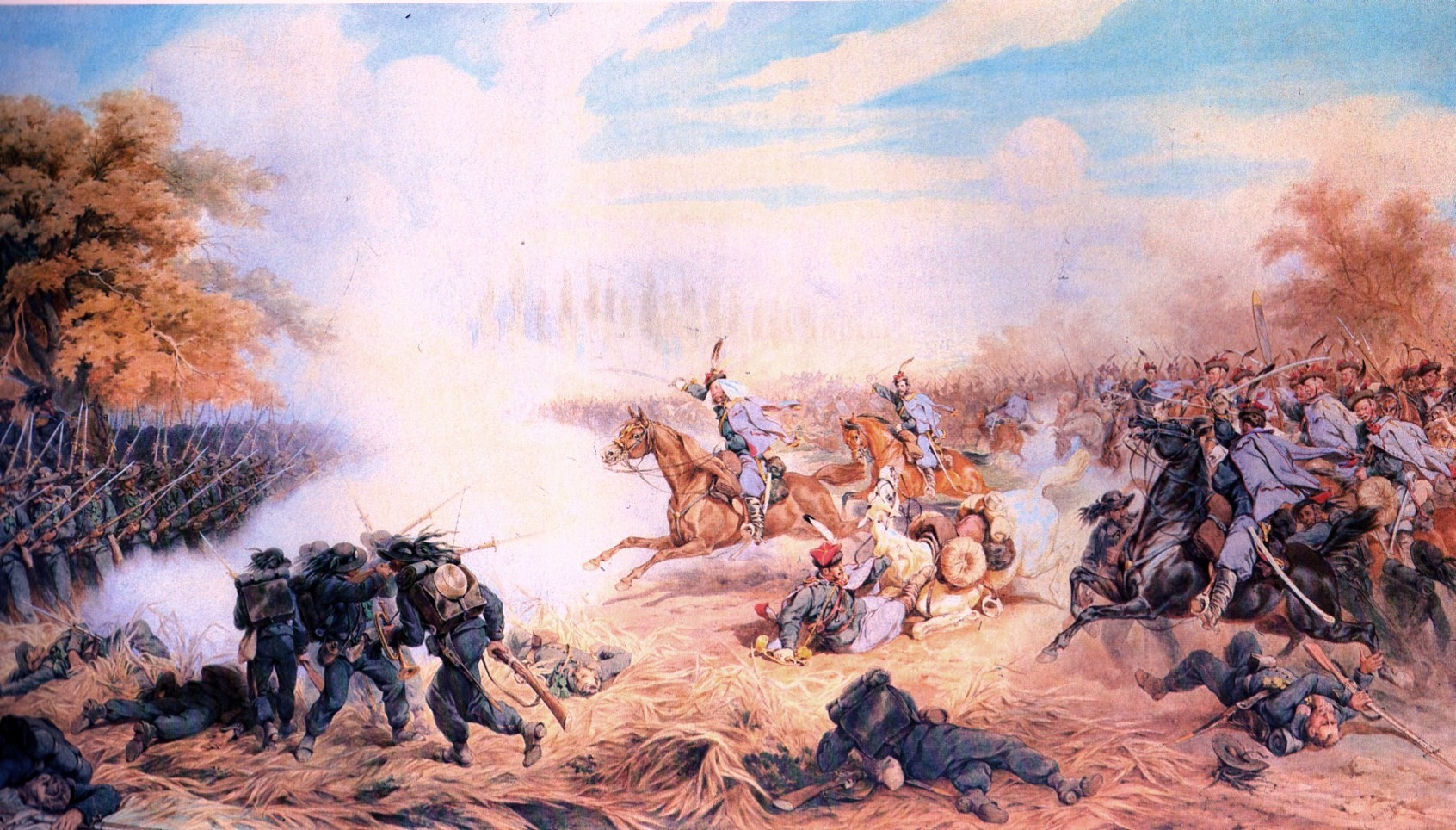
Die Trani-Ulanen unter Oberst Maximilian Ritter von Rodakowski attackieren die Division Humbert

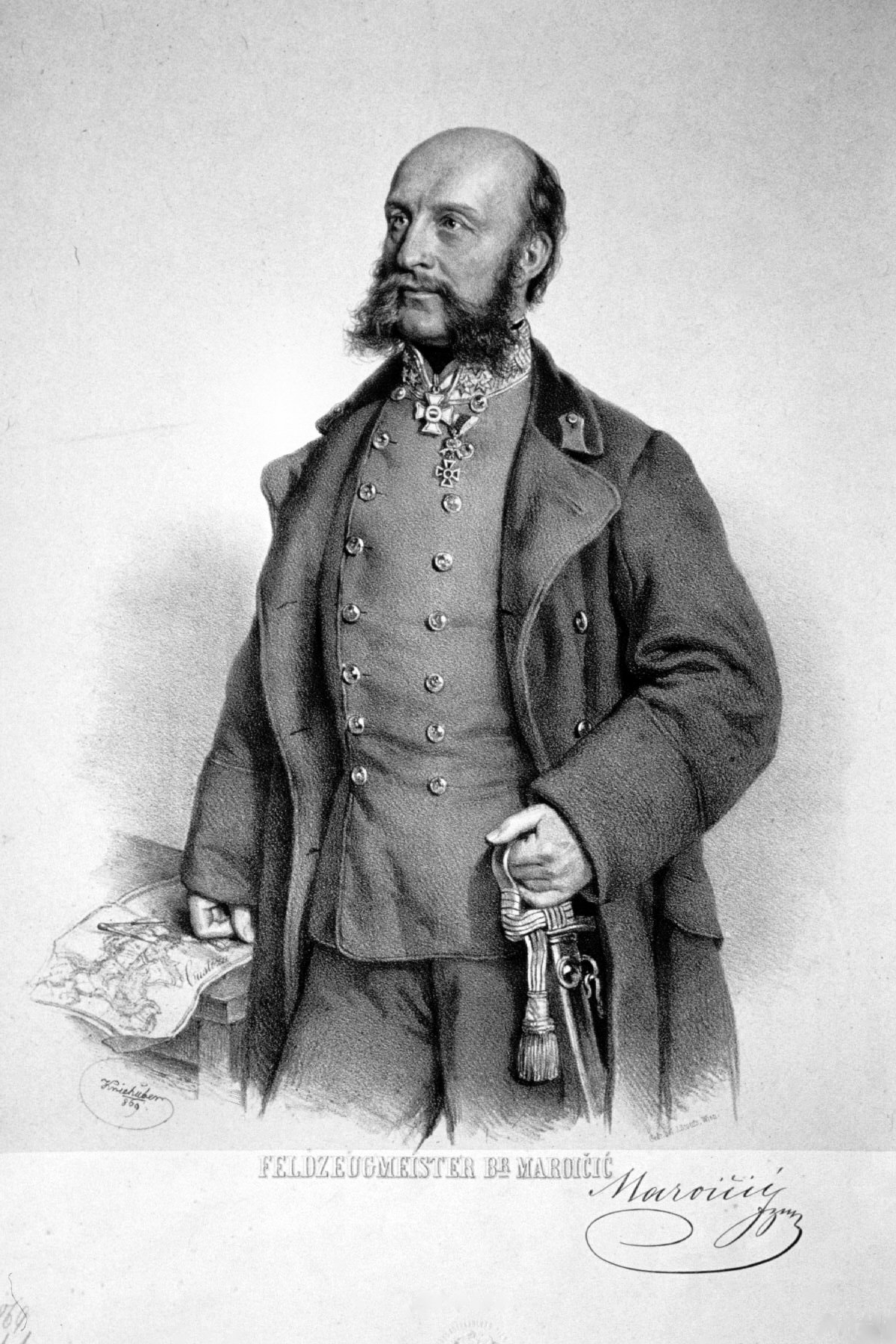
Josef Maroicic Freiherr von Madonna del Monte, Lithographie von Josef Kriehuber, 1869

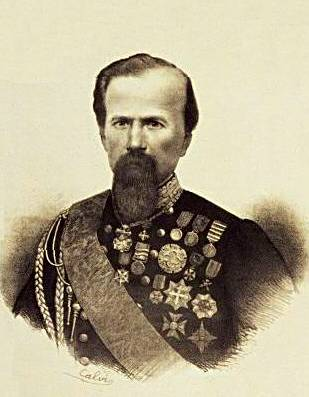
Enrico Cialdini

Die Kämpfe fanden an der Linie Monte Cricol, Monte Vento, in der Mitte bei St. Lucia – Custozza und am westlichen Flügel am Monte della Croce und dem Monte Belvedere statt.
Am nordwestlichen Abschnitt der beginnenden Schlacht konnte das österreichische V. Korps (FML Rodich) Castelnuovo besetzen. Die österreichische Reserve-Division des Generals Rupprecht, welche sich um 7 Uhr früh bei Castelnuovo vereinigt hatte, setzte ihren Vormarsch auf Salionze und Oliosi ungesäumt fort. Die italienische 1. Division (Cerale) hatte den Mincioübergang bei Valeggio gerade beendet, als sie von der Reservedivision angegriffen und auf Oliosi zurückgeworfen wurde. Die Brigade Piret (V. Korps) versuchte nachfolgend bis 9 Uhr die Mincioübergänge bei Monzambano in die Hände zu bekommen und warf die italienische Division Sirtori bei Pernisa zurück.
Gegen 7 Uhr stieß das Ulanenregiment "Graf Trani" Nr. 13 auf die Division des Kronprinzen Humbert. In einer verlustreichen, aber für den Schlachtverlauf entscheidenden Attacke durchschnitten die Trani-Ulanen unter Maximilian von Rodakowski die Aufstellung Humberts der Länge nach. Das brachte den italienischen linken Flügel – die 1. und die 5. Division – vollständig zum Wanken, dessen Rückzug hinter den Tione über den Mincio konnte sie aber nicht abschneiden. Um 8 Uhr durchbrach eine kaiserliche Husarenbrigade unter Oberst Bujanovic die Schützenlinie der Bersaglieri bei Villafranca, dahinter hielten die italienische 16. Division (Kronprinz Humbert) und die 7. Division (Bixio) aber unter Mithilfe ihrer Artillerie stand. Im Zentrum konnten die Italiener am Beginn der Schlacht die Höhen von Monte Torre und Monte Croce südlich von Sommacampagna besetzen. FML von Hartung setzte seine Brigaden unter Oberst Weckbecker und Böck gegen diese wichtigen Positionen an, konnte sie auch bis 9 Uhr zurückerobern, musste aber durch den Gegenstoß der italienischen 8. Division (Cugia) eine Stunde darauf, wieder in das Staffolo Tal zurückgehen.
Das jetzt in der Mitte einrückende österreichische VII. Korps unter FML Joseph Freiherr von Maroicic konnte derweil über den Monte Belvedere vorgehend mit seiner Brigade Möhring die gegenüberliegenden Feindtruppen unter General Brignone (3. Division) aus Custozza hinausdrängen und nach Valeggio zurückwerfen. Von dorther setzten darauf sofort Gegenangriffe der italienischen 8. und 9. Division ein. Die Division des Generals Govone konnte die österreichische Brigade des Obersten Anton von Scudier nach Bogolina zurücktreiben, auch der Monte Belvedere ging dabei verloren.
Um 9 Uhr griff FML Hartung abermals gegen den Monte Croce an, den die italienische Division Brignone aber halten konnte, dabei wurde Prinz Amadeus von Savoyen verwundet. Zwischen Zentrum und linken Flügel drohte bereits eine Frontlücke, doch nachdem die Truppen des Korps unter General della Rocca darauf in Defensivstellung gingen, musste Erzherzog Albrecht dafür keine weiteren Kräfte für diesen bedrohten Abschnitt aus seinem Angriffsflügel abziehen. Die 2. Division (Pianell) deckte den Rückzug der 1. und 5. Division über den Mincio bei Monzambano, ihr Gegenstoß vermochte sogar das Vorgehen des V. Korps (Rodich) an der Linie Salizone – Marzago zum Stehen zu bringen.
Gegen 14 Uhr erneuerte Erzherzog Albrecht an beiden Flügeln seine Angriffe, entweder konnten seine Truppen doch noch erfolgreich durchbrechen oder die Österreicher wären gezwungen gewesen, selbst auf ihre Festungslinie zurückzugehen. Um 15.30 Uhr erstürmte die österreichische Brigade Piret den Monte Vento und bedrohte damit die italienische Rückzugslinie bei Valeggio. Im Zentrum griffen die Reserven – die Brigaden Welsersheimb und Tölpy – in den Gegenangriff des jetzt auf 25.000 Mann verstärkten VII. Korps ein. Diese frischen Truppen drängten 15.000 Italiener (3. und 5. Division) vom Höhenzug am Monte Croce und vom Belvedere hinunter. Die dadurch am linken Flügel schwer bedrängte italienische 9. Division (Govone) musste darauf Custozza wieder aufgeben.
Gegen 16.30 Uhr brachte der erfolgreiche Angriff des rechten Flügels den Sieg der Österreicher an der gesamten Front. Der Angriff der kaiserlichen Kavallerie-Reserve unter General Pulz drängte die italienische 16. Division aus Villafranca heraus, dabei wurde auch die bisher aushaltende Division Bixio durch Flankenangriffe aus ihren Stellungen am Tione geworfen. Gegen 22 Uhr war Villafranca gänzlich von italienischen Truppen geräumt.
General Enrico Cialdini hatte auf die Nachricht von der Niederlage La Marmoras den Po-Übergang an der Panaro-Mündung mit seinem 4. Corps vollzogen und marschierte der geschlagenen Hauptarmee am rechten Flussufer hilfreich entgegen. Die vorderen Divisionen unter Cucchiari deckten am Abend den Rückzug des geschlagenen 3. Corps (della Rocca) über den Mincio bei Goito.

## Folgen
Den Österreichern gelang bei Custozza ein glücklicher Sieg, da die Italiener zersplittert kämpften und nach diesem Misserfolg auf einen neuerlichen Gegenangriff verzichteten. Aus ganz ähnlichen Gründen verloren die Italiener auch die anschließende Seeschlacht von Lissa. Den einzigen italienischen Erfolg im Krieg von 1866 erfocht Garibaldi beim nordwestlich des Gardasees gelegenen Bezzecca.
Da das mit Italien verbündete Preußen Österreich kurz darauf in der Schlacht von Königgrätz besiegte, musste Österreich Venetien trotz seiner militärischen Erfolge im Süden an Italien abtreten.
Im Jahr 1866 wurde das Erzherzog-Albrecht-Denkmal auf der Albrechtrampe in Wien zum Gedenken an den siegreichen Befehlshaber aufgestellt. Ein Jahr später wurde die Custozzagasse im Wiener 3. Bezirk nach den beiden Schlachten von Custozza benannt.

## Kriegsgliederung

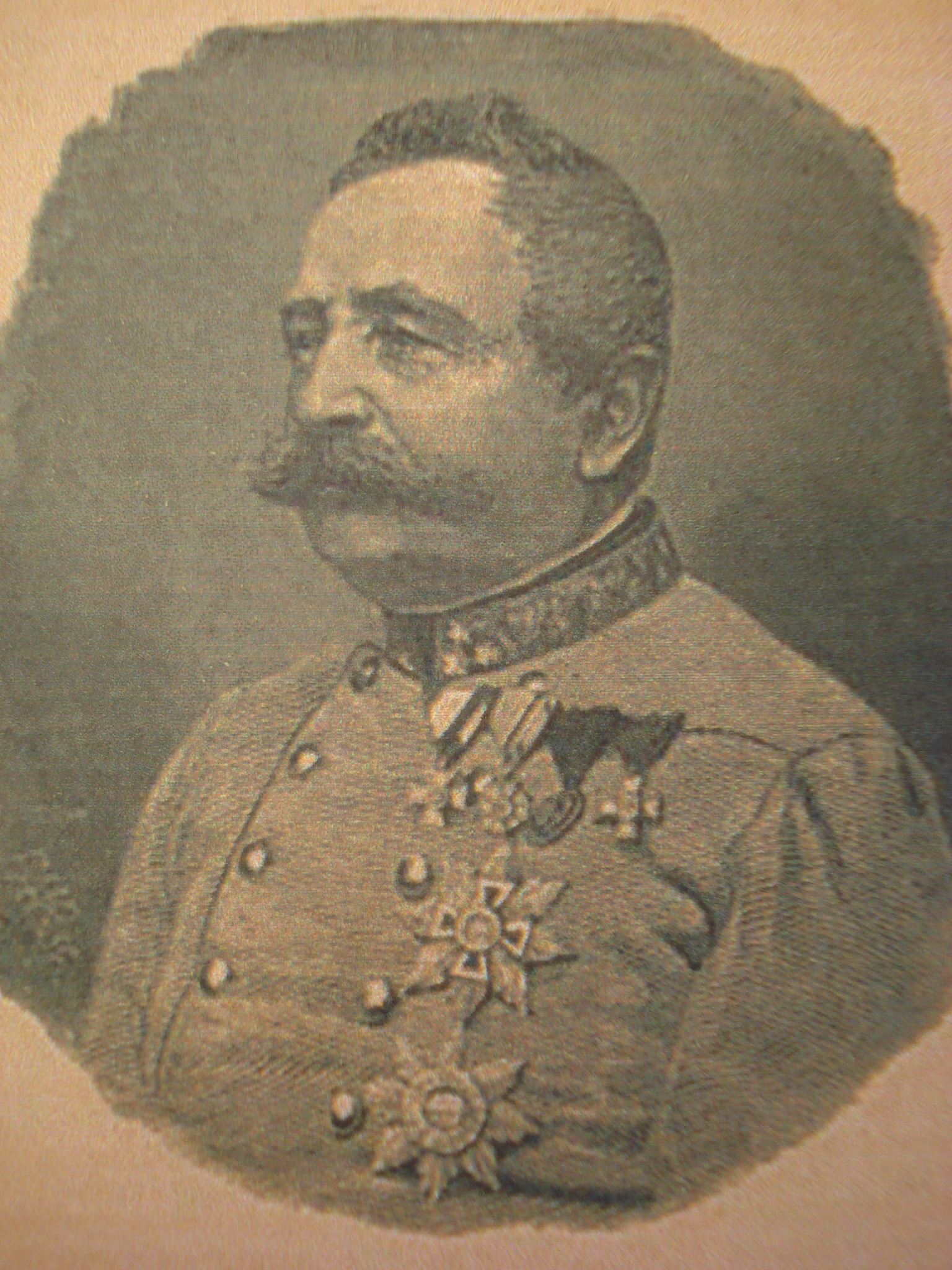
Gabriel von Rodich, Kommandant des 5. Armeekorps

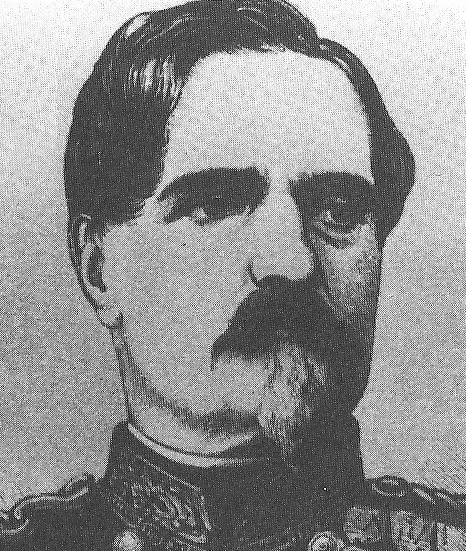
General Enrico Morozzo della Rocca

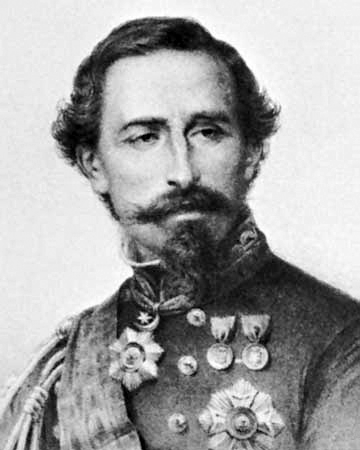
Alfonso Ferrero della Marmora

### Österreichische Südarmee
74.000 Mann (Feldmarschall Erzherzog Albrecht von Österreich)
- V. Korps (FZM Gabriel von Rodich)
  - Brigade Moering
  - Brigade Piret
  - Brigade Bauer
  - Reserve-Division (General Friedrich Rupprecht)

- VII. Korps (FZM Joseph Freiherr von Maroicic)
  - Brigade Scudier
  - Brigade Töply
  - Brigade Welsersheimb

- IX. Korps (FML Ernst Ritter von Hartung)
  - Brigade Böck
  - Brigade Kirchsberg
  - Brigade Weckbecker

- Reserve-Kavallerie-Division (Generalmajor Ludwig Freiherr von Pulz)
  - Husarenbrigade Bujanovics

### Italienische Mincio-Armee
124.000 Mann, davon 84.000 Mann im Kampf (General Alfonso La Marmora)
- I. Corps (General Giovanni Durando)
  - 1. Division (General Enrico Cerale)
  - 2. Division (General Giuseppe Salvatore Pianell)
  - 3. Division (General Filippo Brignone)
  - 5. Division (General Giuseppe Sirtori)

- III. Corps (General Enrico Morozzo della Rocca)
  - 7. Division (General Nino Bixio)
  - 8. Division (General Efisio Cugia)
  - 9. Division (General Giuseppe Govone)
  - 16. Division (General Kronprinz Umberto von Italien)

- Kavallerie-Division (General Maurizio Sonnaz)

Reserve: (nicht im Kampf)
- II. Corps (General Domenico Cucchiari)
  - 4. Division (Generalleutnant Alessandro Nunziante)
  - 6. Division (Generalleutnant Enrico Cosenz)
  - 10. Division (Generalleutnant Diego Angioletti)
  - 19. Division (General Longoni)

## Beinhaus

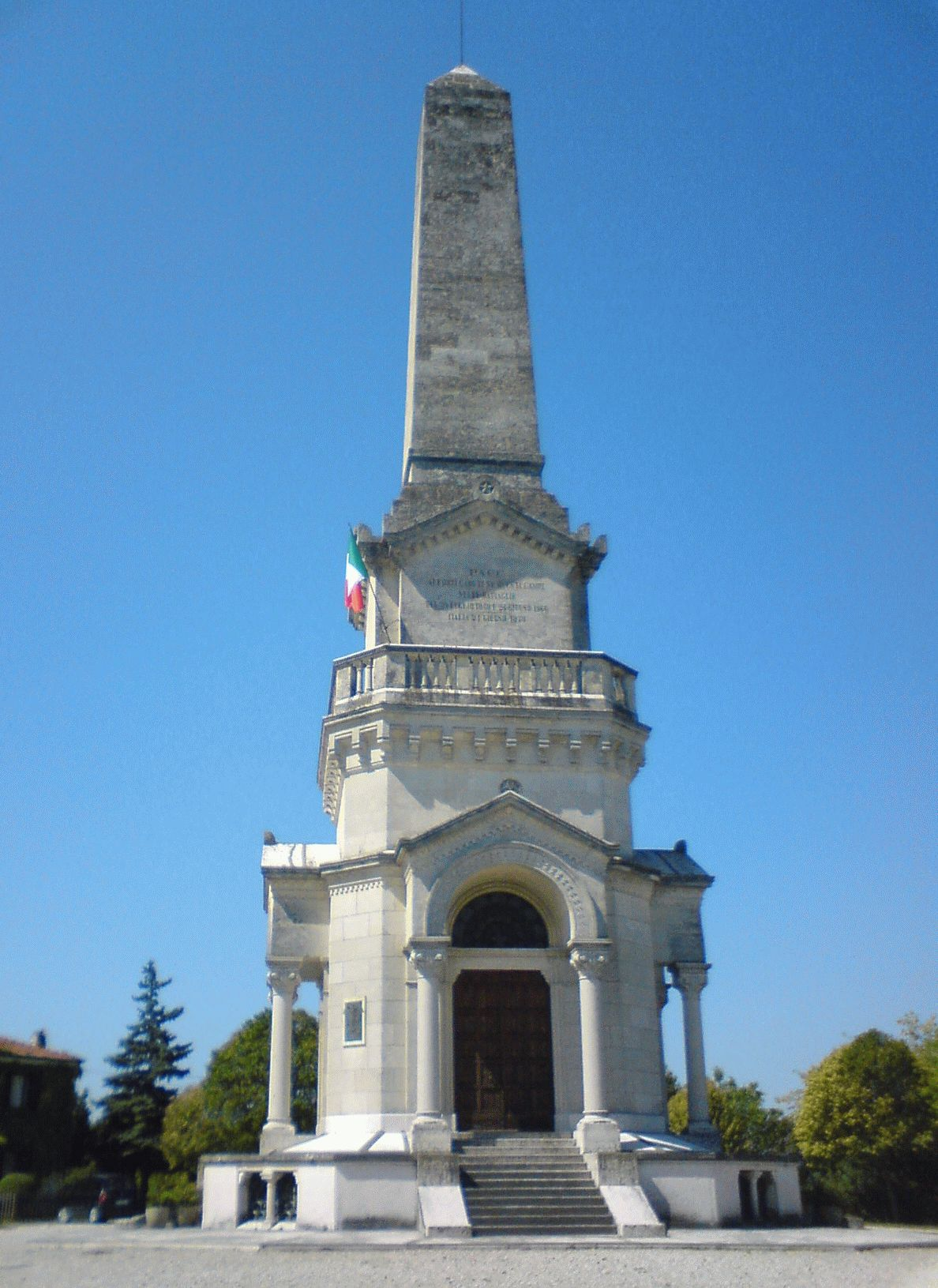
Das Beinhaus von Custoza

Das Ossario di Custoza (Beinhaus) in Form eines 38 m hohen Turmes in der Nähe des Dorfes erinnert an die zahlreichen Toten der beiden Schlachten von 1848 und 1866, es wurde 1879 erbaut. Die Krypta des achteckigen Denkmales beherbergt die Überreste von 1894 Gefallenen der österreichischen und der italienischen Armee.